# Anaxita sophia
Anaxita sophia là một loài bướm đêm thuộc phân họ Arctiinae, họ Erebidae.